# Flughafen Xigazê

i8
i11
i13
Der Friedens-Flughafen Xigazê (chinesisch 日喀则和平机场, Pinyin Rìkāzé Hépíng Jīchǎng; IATA-Code: RKZ, ICAO-Code: ZURK) ist ein militärisch und zivil genutzter Flugplatz im Autonomen Gebiet Tibet der Volksrepublik China. Er liegt 43 Kilometer östlich von Samzhubzê in Xigazê am Oberlauf des Yarlung Zangbo. Mit einer Höhe von 3.782 m ü. M. gehört er zu den höchstgelegenen Flughäfen der Welt. Die Länge der Start- und Landebahn beträgt 5.000 Meter.
Der Bau des Flughafens begann gegen Ende der 1960er Jahre, ursprünglich ausschließlich als Militärflugplatz. Die Inbetriebnahme erfolgte zwischen 1970 und 1972. Im April 2009 begannen die Ausbauarbeiten zur zivilen Nutzung, die Eröffnung des Friedens-Flughafen Xigazê für den allgemeinen Flugverkehr fand Anfang Oktober 2010 statt. Das neu erstellte Terminal mit Parkpositionen für drei Flugzeuge der Größe des Airbus A319 oder der Boeing 737 hat eine Kapazität von bis zu 230.000 Passagieren.
Der 5.000 Meter lange Runway ist aufgrund der höhenbedingten geringen Luftdichte sowie des hohen True Airspeeds notwendig, um im Start- oder Landeanflug das Risiko eines Strömungsabrisses zu minimieren. Die erforderliche deutlich höhere Landegeschwindigkeit sorgt für längere Bremswege bei der Landung. Beim Start kommt als weiterer erschwerender Faktor neben der höheren benötigten Geschwindigkeit zum Abheben die ebenfalls infolge der dünnen Luft verminderte Triebwerksleistung hinzu, so dass eine sehr lange Beschleunigung vonnöten ist. Der Flughafen verfügt über ein Instrumentenlandesystem (ILS).